# Woodwardite
La woodwardite (simbolo IMA: Wwd) è un minerale raro della classe dei minerali dei "solfati, selenati, tellurati, cromati, molibdati e tungstati" appartenente al supergruppo dell'idrotalcite e al gruppo della woodwardite con la composizione chimica Cu1-xAlx(OH)2(SO4)x/2 • n(H2O), x = 0,32–0,5 (analogo del rame della zincowoodwardite) oppure ~ [(Cu,Al)9(OH)18][(SO4)2 • n(H2O)].

## Etimologia e storia
La woodwardite fu trovata per la prima volta nel 1866 in Cornovaglia (Inghilterra) e descritta da A.H. Church, che chiamò il minerale in onore di Samuel Pickworth Woodward (1821-1865), un geologo e naturalista inglese.

## Classificazione
Nell'ormai obsoleta 8ª edizione della sistematica dei minerali di Strunz, la woodwardite appartiene al dipartimento dei "solfati contenenti acqua con anioni estranei".
La 9ª edizione della sistematica minerale di Strunz, aggiornata fino al 2009, suddivide questa classe in modo più preciso in base alla dimensione dei cationi coinvolti e alla struttura cristallina, tanto che la woodwardite si trova nella suddivisione del "7.DD Con soltanto cationi di media dimensione; strati di ottaedri che condividono uno spigolo"; qui, insieme a carrboydite, honessite, idrowoodwardite, motukoreaite, nikischerite, shigaite, zincowoodwardite, glaucocerinite, idrohonessite, mountkeithite, natroglaucocerinite, wermlandite e zincaluminite, con le quali forma il gruppo senza nome 7.DD.35.
Anche la classificazione dei minerali secondo Dana colloca il minerale nella classe dei solfati e lì nella categoria dei "solfati idrati con ossidrile o alogeno". Qui si trova insieme all'idrowoodwardite, alla zincowoodwardite e ai politipi zincowoodwardite-1T e zincowoodwardite-3R nel "gruppo della woodwardite" con il sistema nº 31.02.02 nella suddivisione dei "solfati idrati con ossidrile o alogeno e la formula generale (A+B2+)6(XO4)Zq • x(H2O)".

## Abito cristallino
La woodwardite cristallizza nel sistema trigonale nel gruppo spaziale R3m (gruppo spaziale nº 166) con i parametri del reticolo a = 3,06 Å e c = 25,3 Å così come 1/3 di unità di formula per cella unitaria.

## Origine e giacitura
La woodwardite si forma come un raro minerale secondario nella zona di ossidazione dei depositi di rame.
La woodwardite è stata rilevata in circa 50 siti in tutto il mondo.
In Italia la woodwardite è stata rinvenuta a Saint-Marcel (Val d'Aosta), a Comeglians (Friuli-Venezia Giulia), a Gadoni (Sardegna), in Valle Isarco, a Canal San Bovo, Roveda e Roncegno Terme (tutte in Trentino-Alto Adige), a Massa Marittima, Capoliveri, Piombino, Sassetta e Suvereto (in Toscana), infine a Torrebelvicino (Veneto).
Altri luoghi di ritrovamento sono sparsi per il mondo, per citarne solo alcuni: contea di Durham nel Nuovo Galles del Sud (Australia), contea di Halifax (Canada), a María Elena (Cile), a Měděnec (Repubblica Ceca), diversi siti in Germania: Breisgau-Hochschwarzwald nel Baden-Württemberg; Bestwig e Iserlohn nella Renania Settentrionale-Vestfalia; sui monti Harz nella Sassonia-Anhalt.
La woodwardite è stata trovata anche in Giappone, Spagna, Polonia, Norvegia, Zambia e Stati Uniti.